# You'll Be Mine
"You'll Be Mine" es una canción corta, compuesta por Lennon/McCartney en los años iniciales de The Beatles. Fue una parodia humorística de los Ink Spots. Se trata de Paul McCartney cantando en un barítono profundo , que se compensan con estridentes voces de falsete de acompañamiento, y el rasgueo de guitarra. La voz solista canta, en letras un tanto confusas, sobre su determinación de hacer que una mujer sea suya, mientras que los falsetes llorar la última palabra de cada frase. Hacia la mitad de la canción, John Lennon da una voz fingida-bass interludio hablado de cómo, cuando la mujer se quemó la tostada, una mañana, miró a los ojos y vio un "Nacional de Salud", y luego procedió a amarla como lo ha hecho nunca hecho antes. La canción se eleva en un crescendo de llanto y grito, y luego se desvanece en carcajadas. Para añadir a la confusión, la canción es muy difícil de entender, clics, zumbidos, riendo, y la voz de barítono oscurecer las letras.
Aunque la canción es corta y poco sofisticada musicalmente, es valiosa desde un contexto histórico, ya que muestra lo que The Beatles pasaron de los primeros días. Junto con las otras canciones grabadas en ese día, es una de las únicas conocidas grabaciones de The Beatles a característica Stuart Sutcliffe en el bajo. Hay secciones de la canción en las que Lennon da una idea de su amor por el juego de palabras.

## Personal
- Paul McCartney - Voz principal - guitarra.
- John Lennon - Respaldo y voces habladas - guitarra.
- George Harrison - guitarra
- Stuart Sutcliffe - Bajo
- Personal por Mark Lewisohn[1]